# Hur mål görs (fotboll)

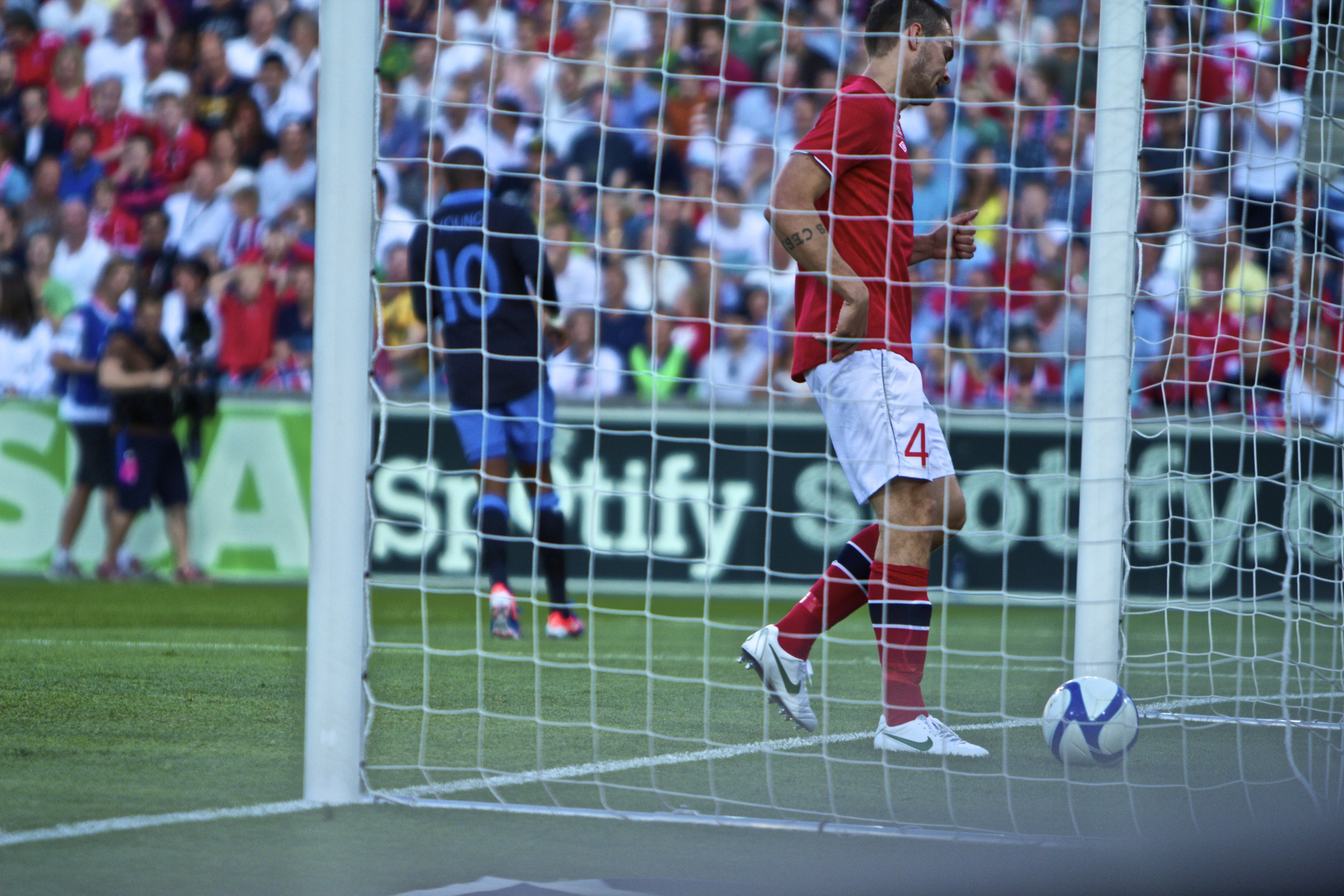
Ett mål har gjorts, hela bollen har passerat mållinjen in i målburen.

Hur mål görs är en regel inom fotboll som beskriver vilka kriteria som avgör om det skall dömas mål eller ej i de situation då bollen befinner sig vid eller passerat mållinjen. Regeln beskriver dessutom hur en vinnare av en match utses, grundregeln är att det lag som gjort flest mål koras som vinnare. I de befintliga 17 fotbollsreglerna har regeln för hur mål görs ordningstalet tio (10).

## Historik
De fotbollsregler som gäller idag härstammar från den första uppsättningen med 14 regler som det engelska fotbollsförbundet, Football Association, gav ut den 8 december 1863. Förbundet bestod av 13 Londonklubbar som ville skapa enhetliga regler för fotboll som spelades i många lokala varianter över hela landet.

## Nuvarande regel
Den nuvarande regeln för hur mål görs lyder i sammandrag
- Ett mål är gjort när hela bollen passerat mållinjen, mellan stolparna och under ribban (förutsatt att inget regelbrott begåtts tidigare av det lag som gjort mål).
- Det lag som gjort de flesta målen under en match vinner. Om båda lagen gjort lika många mål är matchen oavgjord.